# آلف فرمن
آلفرد اچ. "آلف" فرمن (به انگلیسی: Alfred H. "Alf" Farman) (زاده:آوریل ۱۸۶۹ - تاریخ مرگ:نامشخص) مهاجم فوتبال اهل انگلستان بود.